# Harlestone Manor
Harlestone Manor är en civil parish i kommunen West Northamptonshire, i grevskapet Northamptonshire, i England. Den bildades den 1 april 2020 genom en utbrytning ur civil parish Harlestone.